# Microsoft Jet
Microsoft Jet (Microsoft Jet Database Engine) – silnik baz danych produkcji Microsoftu, zastosowany głównie w Microsoft Access. JET jest skrótem Joint Engine Technology. Silnik ten pojawił się razem z pierwszą wersją MS Access w 1992 roku.